# Bronisław Korfanty
Bronisław Jan Korfanty (ur. 13 sierpnia 1952 w Siemianowicach Śląskich) – polski polityk, ekonomista, senator VI i VII kadencji.

## Życiorys
Ukończył studia na Wydziale Przemysłu Akademii Ekonomicznej w Katowicach w 1978 oraz na Wydziale Ekonomiki Obrotu Towarowego i Usług Akademii Ekonomicznej w Krakowie w 1983.
W 1980 wstąpił do NSZZ „Solidarność”. Do czasu objęcia mandatu senatora zajmował stanowisko prezesa zarządu przedsiębiorstwa informatycznego Koncept-Informatyka. Objął funkcję wiceprzewodniczącego rady Ruchu Obywatelskiego Polski Śląsk.
W wyborach parlamentarnych w 2005 został wybrany na senatora VI kadencji z ramienia Prawa i Sprawiedliwości w okręgu katowickim. W wyborach parlamentarnych w 2007 po raz drugi uzyskał mandat senatorski, otrzymując 129 984 głosy. W wyborach w 2011 bez powodzenia ubiegał się o reelekcję do Senatu. W 2009 i 2014 bezskutecznie kandydował do Parlamentu Europejskiego. W 2014 z ramienia PiS uzyskał natomiast mandat radnego sejmiku śląskiego V kadencji; nie kandydował w 2018 na kolejną kadencję. W 2019 ponownie ubiegał się z ramienia PiS o mandat senatora.
Wszedł w skład komitetu wspierającego kandydaturę Karola Nawrockiego na prezydenta RP w wyborach w 2025.

## Życie prywatne
Syn Jana i Bronisławy. Wnuk Jana Korfantego, brata przywódcy powstania śląskiego Wojciecha Korfantego. Jest żonaty, ma dwoje dzieci. W 2009 wziął udział w realizacji fabularyzowanego dokumentu o Wojciechu Korfantym pt. W pogardzie i chwale. Wojciech Korfanty, pojawiając się w sekwencjach tej produkcji i opowiadając o losach swego krewnego.